# Pteris xiaoyingiae
Pteris xiaoyingiae är en kantbräkenväxtart som beskrevs av H.He och L.B.Zhang. Pteris xiaoyingiae ingår i släktet Pteris och familjen Pteridaceae. Inga underarter finns listade.